# Perdix dauurica
Perdix dauurica е вид птица от семейство Phasianidae.

## Разпространение
Този вид е разпространен в земеделските земи в голяма част от източна Азия от Киргизстан на изток до Китай и Монголия.

## Описание
Птицата достига на дължина до 28 - 30 см, има кафяв гръб, оранжево лице и брада. Останалата част от главата и тялото са сиви с бежов гръден кош и черно петно на корема. Младите видове са сиво-кафяви и нямат характерната маркировка на лицето и долната част.